# خشت
خشت یکی از مصالح ساختمانی است.
خشت معمولاً به اشکال و ضخامت‌های مختلف می‌تواند تولید شود ولی مرسوم‌ترین آن شکل مربع به ضلع ۲۰ سانتیمتر و به ضخامت ۵ سانتی‌متر است. به نصف یک خشت یک‌نیمه گفته می‌شود.

## تولید خشت
برای تولید خشت ابتدا گل را در قالب می‌ریزند. سپس در آفتاب خشک می‌کنند. به این خشت، خشت خام گفته می‌شود. خشت خام در برابر رطوبت از بین می‌رود به همین خاطر خشت را می‌پزند که در این صورت به آن آجر گفته می‌شود. فرایند پختن خشت در کوره آجرپزی که بدان داش گفته می‌شود انجام می‌شود.

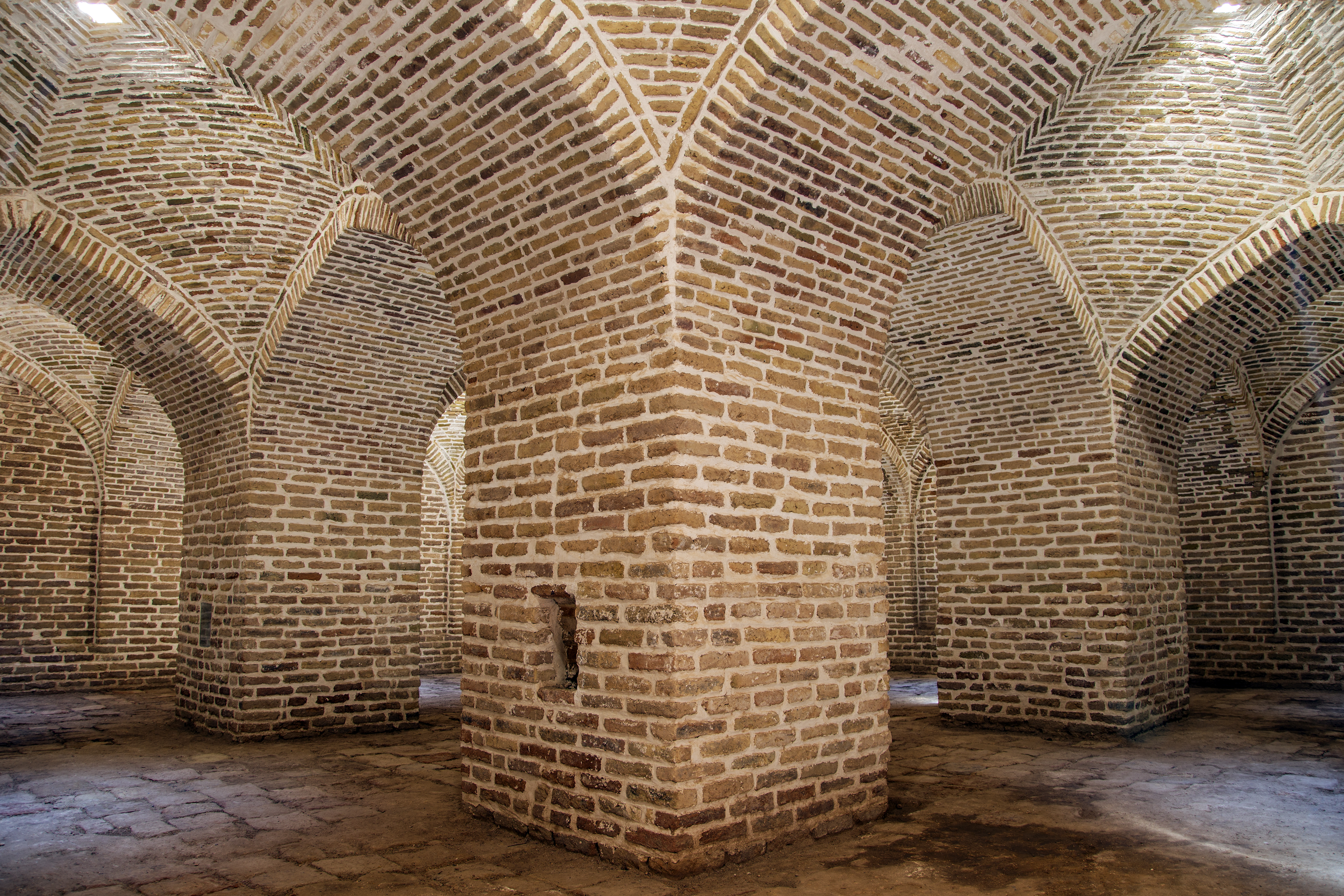
مسجد کاروانسرای دیر گچین واقع در استان قم- چهارطاقی ساسانی که از خشت ساخته شده است.

## وی‍ژگیهای خشت و انواع آن
خشت از نظر اقتصادی به صرفه بوده و به راحتی از خاک محل در ابعاد معمولی تهیه می‌شود و پس از خشک شدن به مصرف بنا می‌رسد. خشت به طریق گوناگون تهیه شده که به شرح ان می‌پردازیم.
۱ـ خشت خوب از تنگ بستن خاک رس همگن با آب و پس از ورز دادن در ابعاد معمول قالب زده می‌شود.
۲ـ خاک رس معدنی نرم شده با شکر سنگ و آب مخلوط شده خشت تهیه می‌شود.
۳ـ خاک رس مرغوب با کاه و خرده سنگ تهیه می‌شود. وجود کاه باعث اتصال دانه‌های خاک به یکدیگر شده و خرده سنگ مقاومت خشت را زیاد می‌کند تا خشت در زیر بارهای فشاری بنا تاب فشاری بیشتر را تحمل کند.
۴ـ چنانچه خاک‌های آوار مرغوب از ساختمان‌های تخریب شده به دست اید می‌توان از آن‌ها که دارای درشت‌دانه و ریزدانه‌های سنگی است خشت مقاومی تهیه کرد.
۵ـ خاک رس چرب کوبیده با مقداری خاکستر مخلوط شده و از ان خشت تهیه می‌گردد. معمولاً خاکستر دارای چربی نا چیزی می‌باشد که وجود ان در خشت حالت عدم مکش آب را به وجود می‌آورد. رنگ این خشت خاکستری می‌باشد.
۶ـ به مخلوط خاک رس موی بز اضافه شده و خشتی مقاوم به دست می‌آید که ترک‌پذیری ان بسیار کم و در مواردی از بین می‌رود.
۷ـ خاک رس معدنی نرم با پشم شتر که به صورت تار و پود درهم آمیخته شده به نسبت معلوم مخلوط شده و خشت تهیه می‌گردد.
۸ـ در مواردی پوست برنج چلتوک با خاک رس مخلوط شده و اتصال خوبی در خشت به وجود می‌آید و ترک‌پذیری خشت را نقصان می‌دهد.
۹ـ در مواردی به خاک رس پهن چارپایان اضافه می‌کنند. این ترکیب نیز باعث مقاومت خشت در برابر رطوبت می‌شود و از بازشدن ان جلوگیری می‌کند.
۱۰ـ ریشه گیاهی و علفی برخی از گیاهان با خاک رس مخلوط شده و خشت تهیه می‌شود.
۱۱ـ خاک رس با الیا ف درخت خرما در اندازه لازم مخلوط شده و خشتی مقاوم تهیه می‌شود. به این خشت اصطلاحاً ساز و دار گفته می‌شود.
۱۲ـ در مواردی از خرد کردن کلوش ساقه‌های برنج و مخلوط کردن ان با خاک خشت مقاوم و با پیوند ملات از خشت به وجود می‌آید.
قابل توجه است که در بین خشتهای ذکر شده به میزان همگن بودن مواد ترکیبی در آن‌ها و حرکت‌پذیری یکنواخت و غیر یکنواخت یعنی انبساط و انقباض در مقابل گرما و سرما و عوامل طبیعی برخی مقاوم و پایدار بوده و برخی نا پایدار می‌باشد که بنا به نوع هوا و اقلیم مکان و حجم ساختمان از آن‌ها استفاده می‌گردد.

## محاسن بناهای خشتی
1. خشت و ملات آن اکثراً خاک رس یا ملات خاکی بوده که مخلوطی از خاک و ماسه می‌باشد که با خشت پیوند جالبی به وجود می‌آورد. اگر گرد و غبار نشسته بر سطوح خشت کاملاً گرفته شود و در موقع کار با پارچه خیس کف مال و مرطوب گردد، سپس با ملات ورزیده با ضربه زدن به کار رود، اسکلت خشتی به صورت قامتی یکپارچه به وجود می‌آید. به علت ترکیب اجزا و ضخامت دیوارهای خشتی بنا دارای مقاومتی ویژه می‌گردد؛ که اتکا و درگیری عضوها در یکدیگر موجب می‌شود که این‌گونه بناها تا حدی در برابر زلزله‌های خفیف مقاوم باشد.
2. از وجود خشت بیشتر در مناطق گرمسیری و کویری استفاده می‌گردد و به علت عدم رطوبت در زمین‌های خشک، بناهای خشتی نزدیک به هزار سال با قامتی استوار پای بر جا مانده است. چنانچه خواسته شود از خشت جهت اقلیم‌های معتدل استفاده شود، حتماً بایستی ریشه و پی سنگی و آزاره سازی آن به شکل کرسی چینی تا ارتفاع یک متر از سنگ و ملات ماسه آهک که در مقابل رطوبت مقاوم می‌باشد استفاده گردد. چنانچه سطح تمام شده کرسی چینی با پستی و بلندی‌هایی ساخته شود، سبب درگیری رج‌های خشتی با کرسی‌های سنگی می‌گردد. قابل توجه خواهد بود اگر در رج انتهایی کرسی چینی، سنگ‌های عمودی به شکل منفرد و بلند به صورت میخ دوبل به کار رود یا از تنه درخت‌های مقاوم که اندود قیری شده باشد جهت «دوبل» کرسی چینی و اسکلت خشتی استفاده کرده اتصال و پیوند خوبی در مقابل حرکات زمین و زلزله‌های خفیف ایفا می‌شود.
3. به علت قطور بودن دیوارها و در مواردی پوشش‌های آن‌ها عایق حرارتی و برودتی به وجود می‌آید. از این رو استفاده از خشت در اقلیم‌های گرم و کویری مورد توجه می‌باشد و به همین علت است که زندگی طاقت فرسا را در تابستان‌های گرم و زمستان‌های خشک و سرد ممکن می‌سازد. قابل توجه می‌باشد که مصالح امروزی هرگز نتوانسته است مشکل گرما و سرمای کویر را حل کرده و جایگزین خشت گردد.

## معایب بناهای خشتی
1. به‌طوری‌که مسلم است پوشش‌های خارجی در بناهای خشتی نمی‌تواند بدون اندود و روکش باشد. چنانچه بنایی بدون اندود بوده باشد اثر رطوبت هوا و بارش‌های زمستانی یا در فصول دیگر سال بر قامت و اسکلت بنا بسیار سریع اثرگذارده، دانه‌های خاک را مرطوب و متورم ساخته و از یکدیگر باز می‌کند و باعث از بین رفتن پیوندهای اجزا می‌شود. با گذشت زمان کوتاهی کلاف‌های بنا در هم ریخته و بنا تخریب می‌گردد. از این رو انواع اندودها و روکش‌ها باعث محافظت بنا شده که آثاری چون ارگ بم را قرن‌ها نگهداری کرده است.
2. وجود رطوبت :به‌طوری‌که قبلاً اشاره شد در مکان‌های مرطوب به سرعت رطوبت از طرف دیوارها به بالا سرایت می‌کند و باعث فرسودگی بنا می‌گردد. عدم توجه به این اصل در بناهای خشتی جبران‌ناپذیر است که بایستی با توجه به روکش کرسی چینی و عایق‌بندی ساختمان بتاهای خشتی را بنا کرد.
3. ترک‌ها:در اثر نفوذ آب باران و برف و حرکات خفیف در بناهای خشتی در نواحی ختم بنا و پشت بام یا در قسمت‌های دیگر خارجی ترک‌های بزرگ و کوچک به وجود آمده که درز آن‌ها کاملاً باز شده و با مصالح مقاوم ترک‌گیری می‌شود. در بعضی موارد مسیر ترک‌ها، تموشه‌گذاری می‌شود و این عمل حالت ناودانی را انجام می‌دهد.
4. عدم کلاف بندی بین دیوارهای جدا شونده در محل نعل درگاه‌ها
5. در پوشش‌های کروی فشار طاق بیشتر در تقاطع دیوارها می‌باشد. به علت عدم اتصالات این طاق‌ها و طاق‌های گهواره‌ای با دیوارها پیوندی به شکل دوبل نداشته و در مقابل حرکات شدید زمین مقاومت چندانی ندارد.[۳]

## نگارخانه

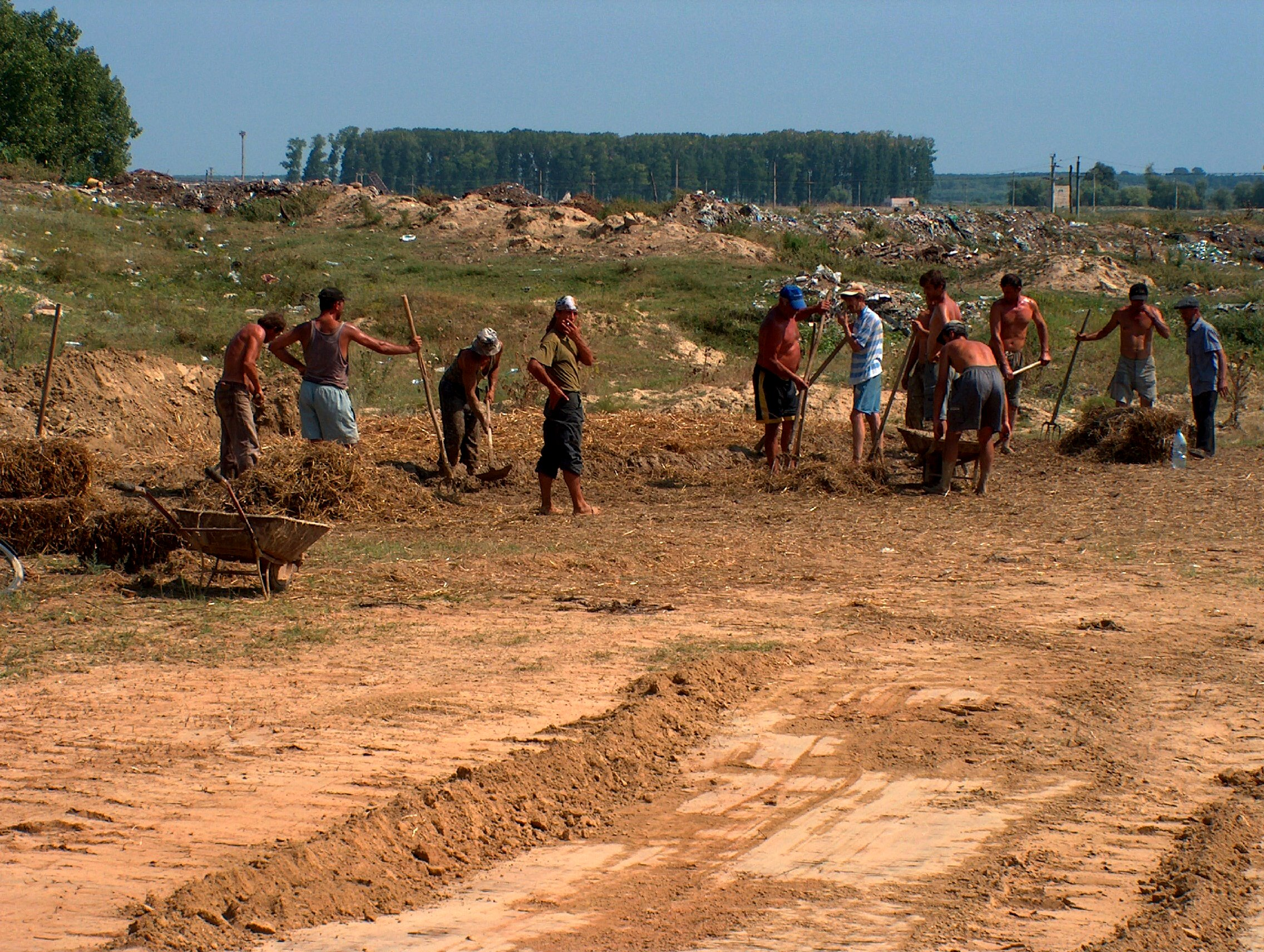
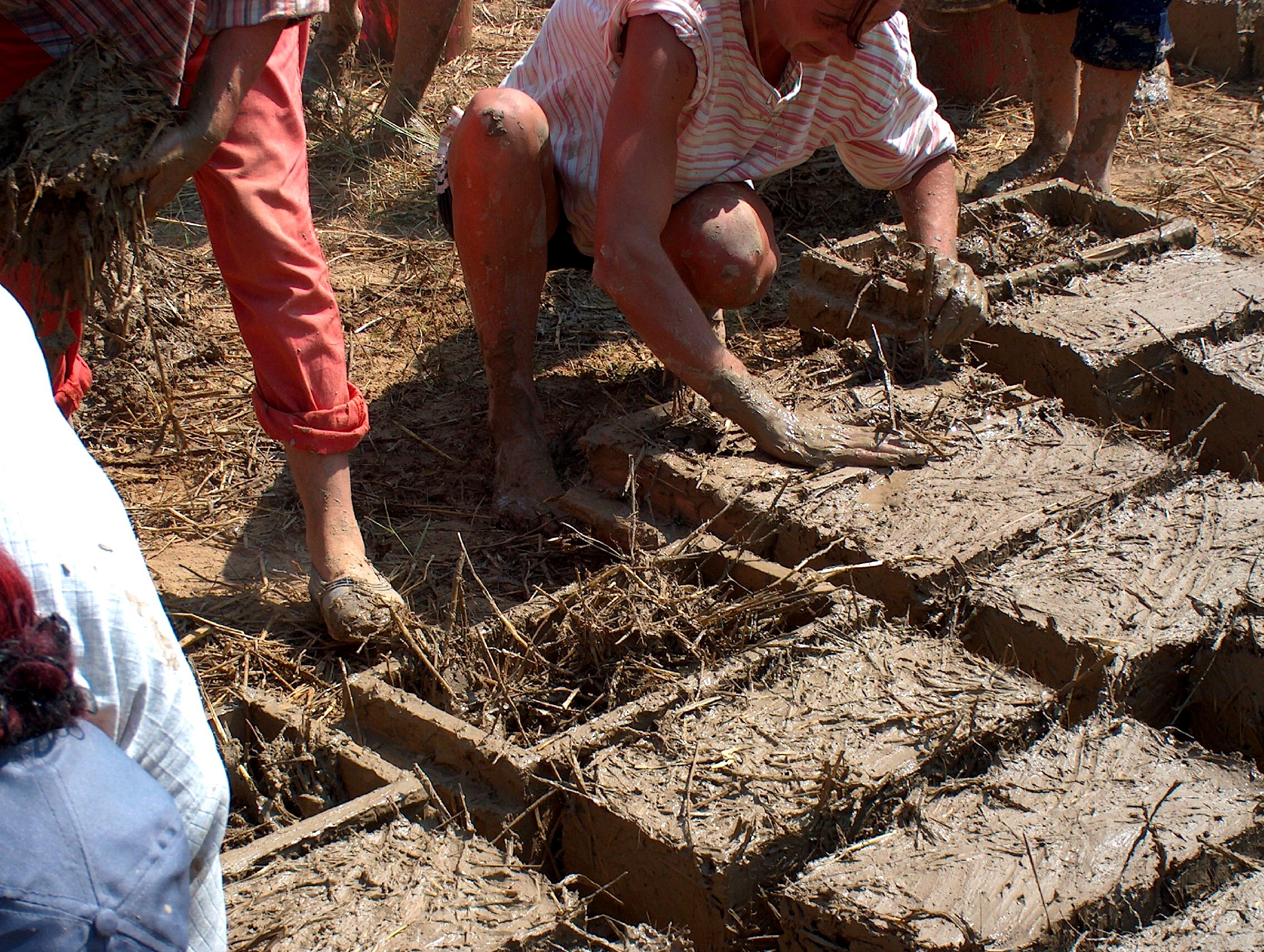
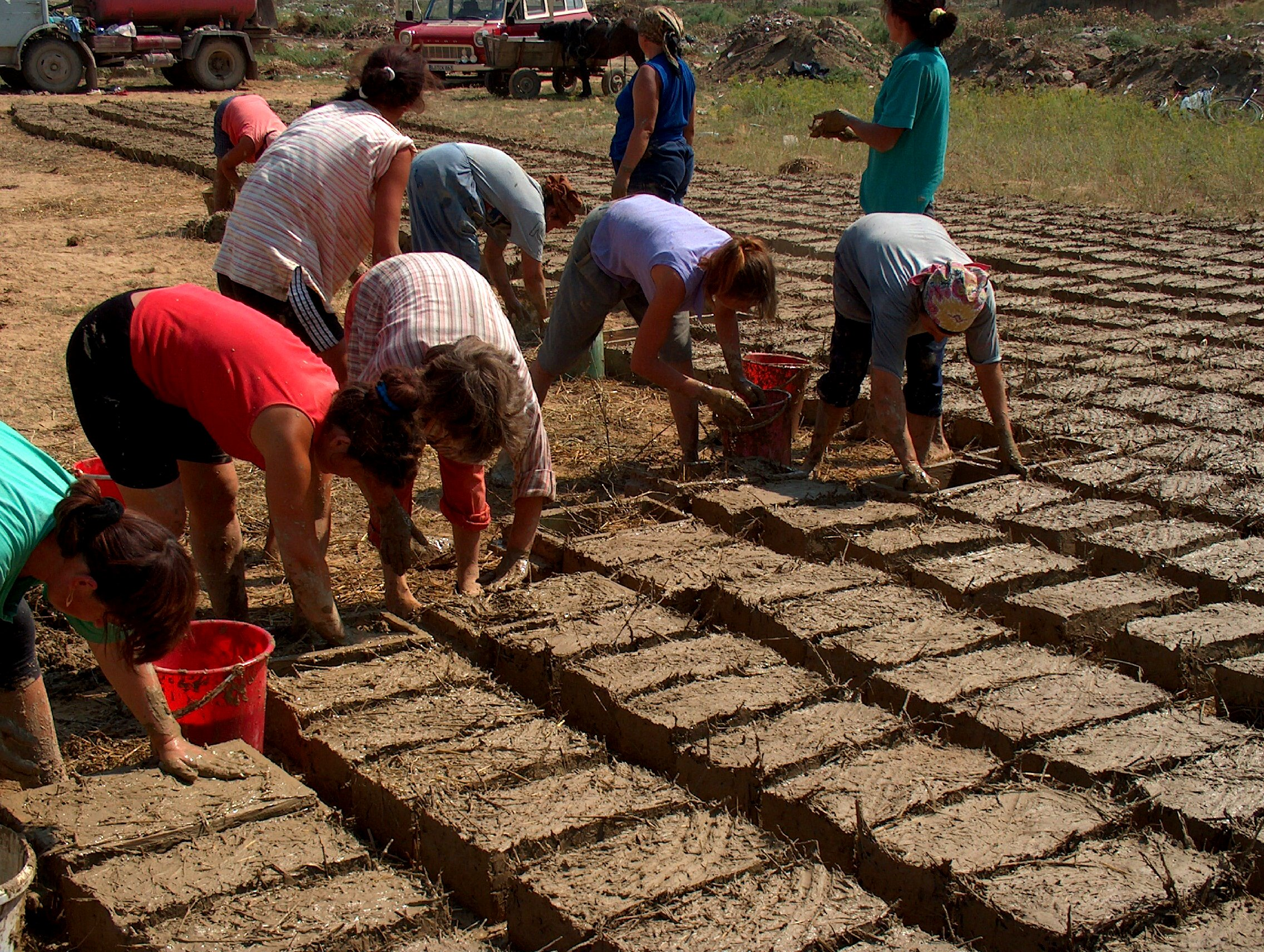
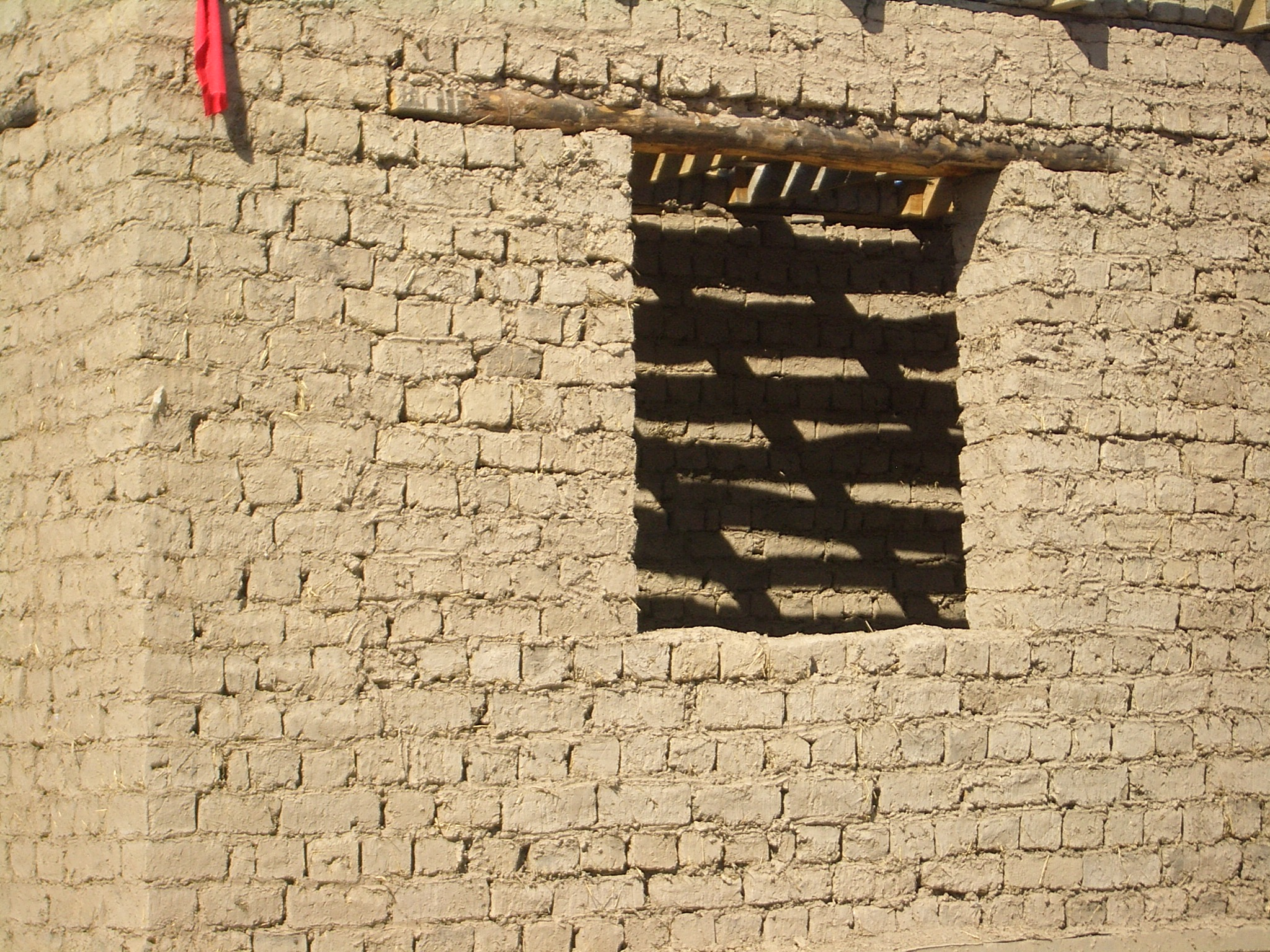
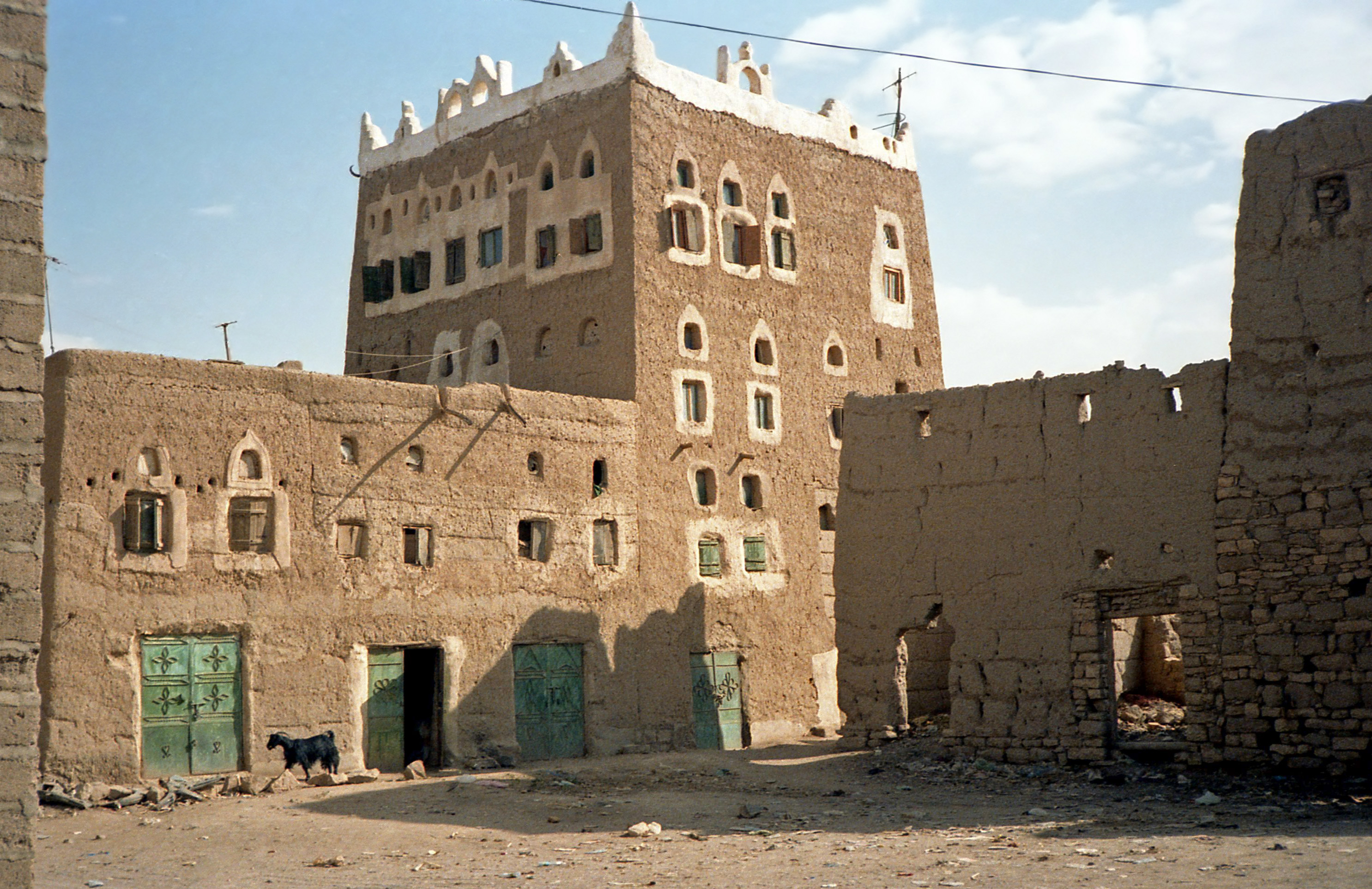
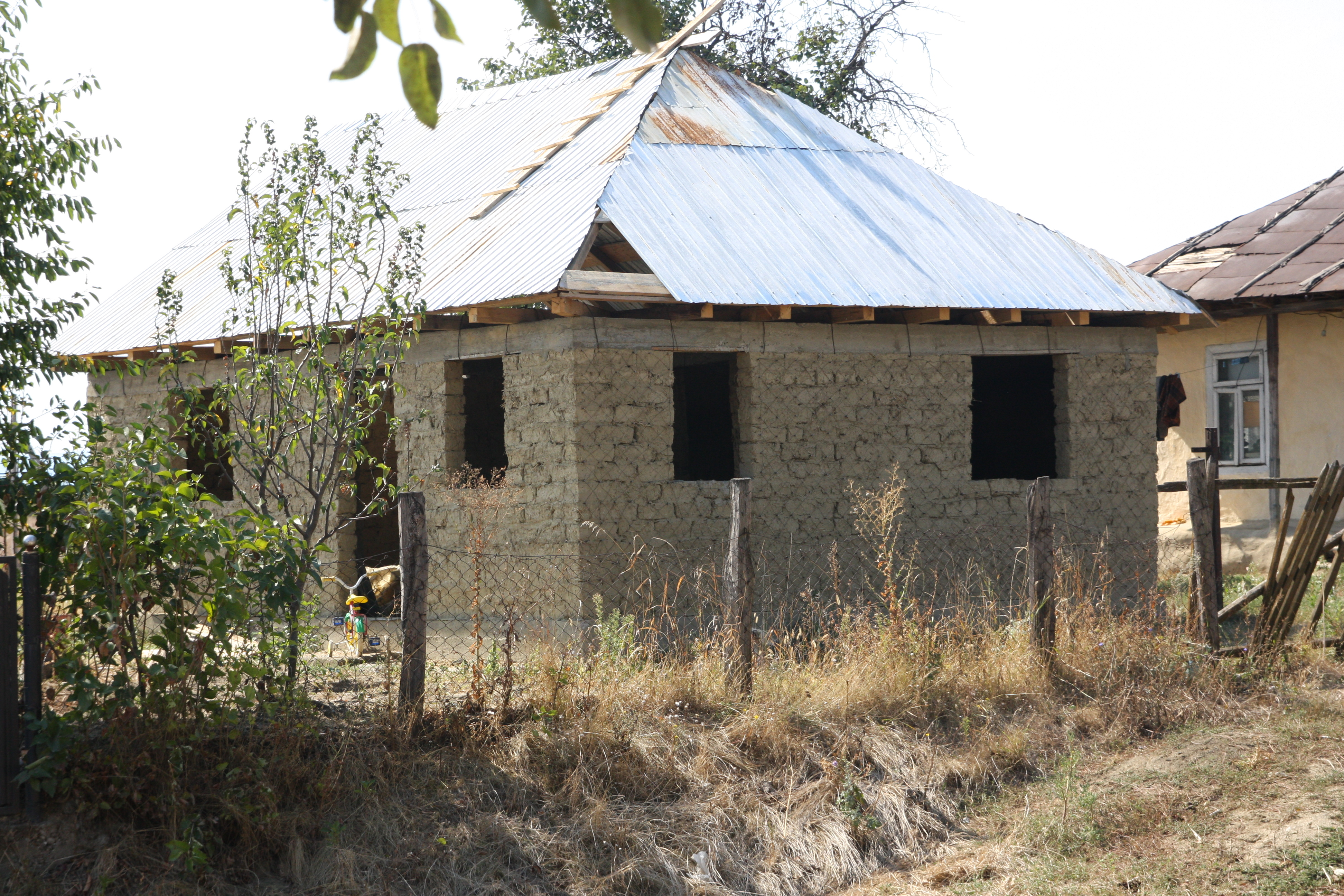
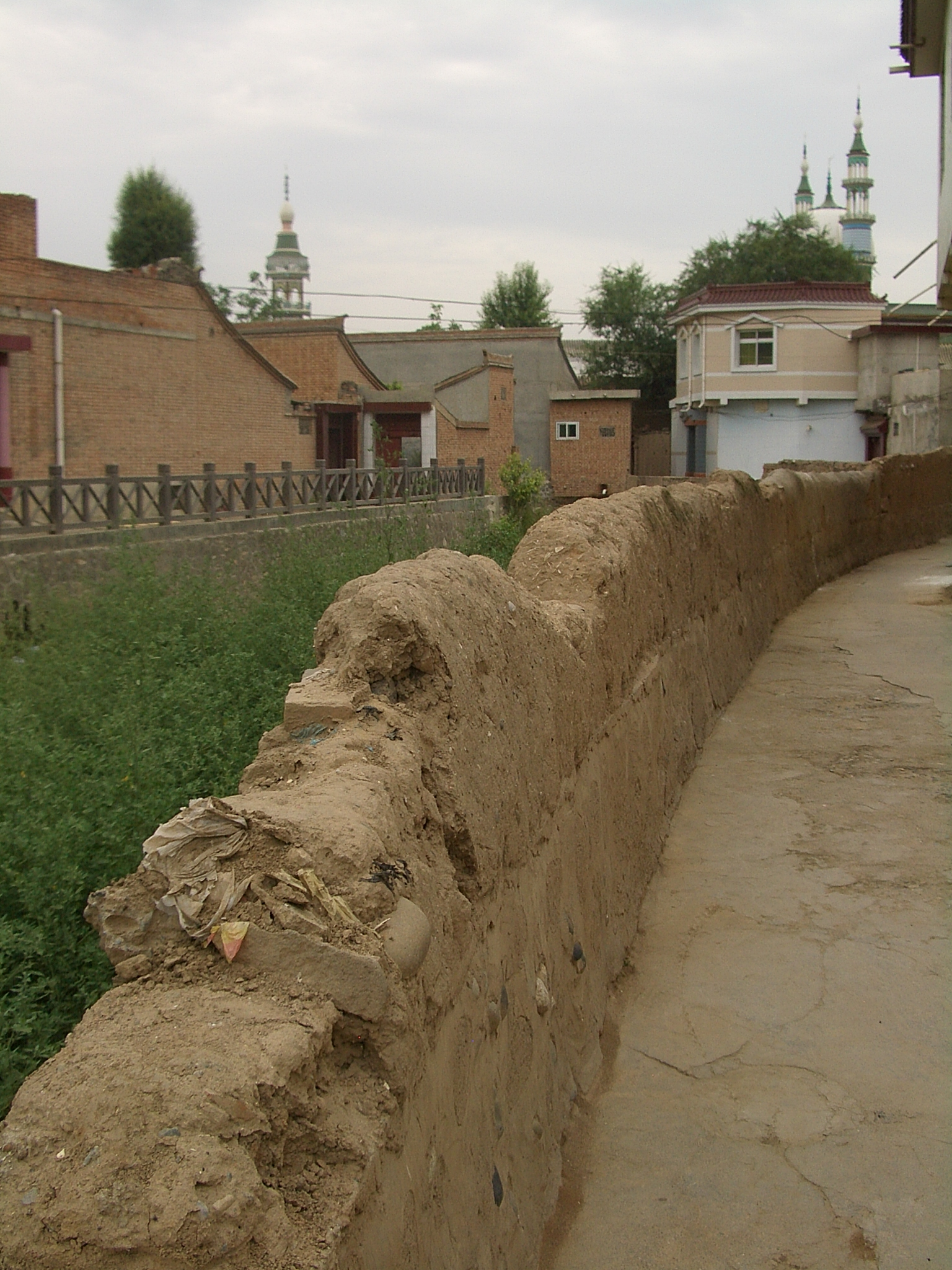
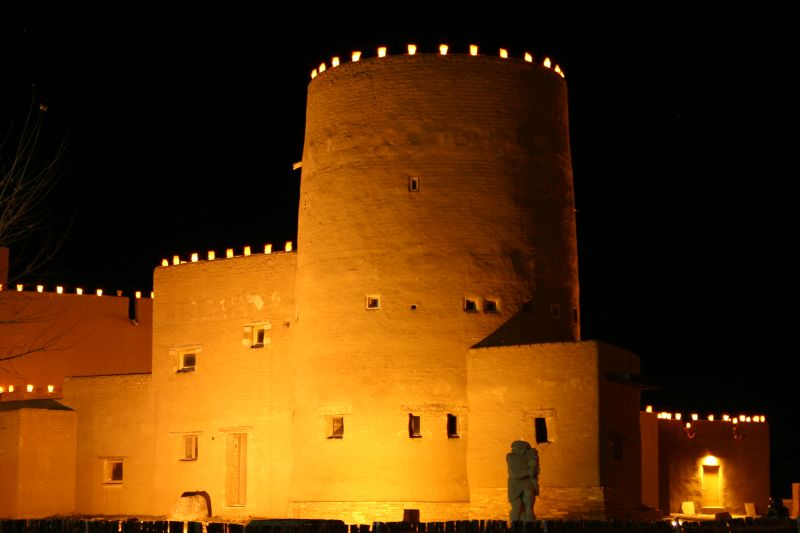
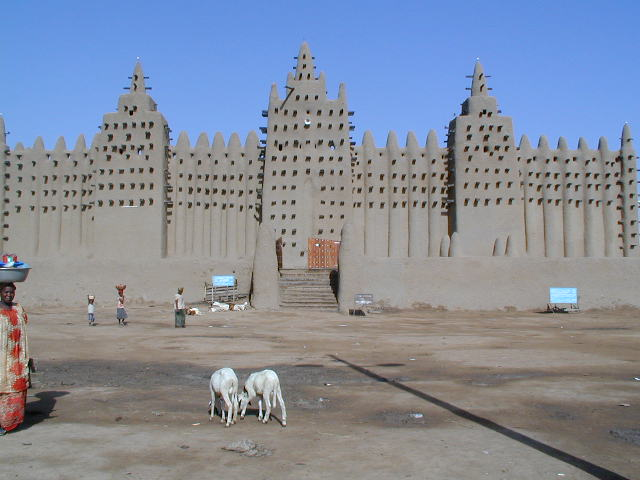